# 藤東勤
藤東 勤（とうどう つとむ、1964年11月23日 - ）は、日本の俳優。大阪府生まれの兵庫県神戸市育ち。兵庫県立鈴蘭台西高等学校を中途退学、その後、神戸市立摩耶兵庫高等学校編入卒業。身長180cm。昭和39年、大阪ミナミで生まれるが、1歳半で木本家から藤東家へ養子縁組。1歳半から3歳まで神戸 熊野町、以後、神戸市内で育つ。本籍は、育ての親に合わせて広島県竹原市。

## 略歴
円演劇研究所(演劇集団 円)14期卒。
1984年、兼ねてから俳優への道を志し日本テレビ系列で放送されていたドラマ『太陽にほえろ!』の新人刑事でデビューすることを夢見て文学座附属演劇研究所を受けるが失敗。世間体や両親の顔を立てるため「芝居の道は諦めた。」と自分に言い聞かせ神戸港(ハマ)で働き始めるが翌年の1985年、夜更かしをしながら深夜のテレビを観てるとTBS系列でオーディション新番組『スターオーディション』がスタートし、その出場者募集をするというテロップを見つける。沸々と役者熱が蘇り早速応募。書類選考ののち毎日放送にて予選会を通過し「俳優部門」近畿地区代表に選ばれる。
そして本選。赤坂TBSのCスタジオにて『スターオーディション』#6の収録。司会は所ジョージ、審査員は映画監督の大林宣彦、作詞家の売野雅勇、脚本家の畑嶺明、水谷公生、残間里江子と錚々たる顔ぶれ。放送日は5月26日(日) 17:00〜17:30 ON AIR。ゲストは菊池桃子(BOYのテーマ)。審査員の持ち点は各々100点、会場席50名は各々2点、合計600点満点のうち375点以上が合格点なのだが審査員の合計点だけ(398点)で合格点を超えてしまうという番組史上前代未聞の最高得点(会場席あわせて464点)を獲得し俳優部門チャンピオンとなる。エンディングで菊池桃子からトロフィーを照れながら受け取るシーンでは彼のシャイな人間っぱさが窺え好感が持てる。惜しくもその後放送の#18チャンピオン大会(放送日は9月8日(日) 17:00〜17:30)ではプロダクションのカードが挙がらず残念な結果となるのだが本人曰く、「役者を本気で志すきっかけになった。」とのこと。
その後、1987年8月に上京。1988年円演劇研究所(演劇集団 円)入所。1989年同所卒業後、売野雅勇と再会し、彼が初監督の映画(1990年公開)『シンデレラエクスプレス』のハルキ役でデビューする。
- 『シンデレラエクスプレス』は事実上デビュー作なのだが、実はその前の1988年に映画SO WHAT、原作大友克洋、監督山川直人に体育教師の役で出演しているのだが都合でシーンがカット。本編を観ると出演者には確かに名前を連ねているのだが実際には一切出てこない。

## 主な出演作品

### テレビドラマ
- こちら芝浦探偵社（TBS）第一回（1989年）Duck引っ越し屋役
- こちら芝浦探偵社（TBS）（1989年）審査員役
- ママハハブギ（TBS）最終回（1989年）新聞記者役
- 刑事貴族2（日本テレビ / 東宝）
  - 第6話「ドッグファイト」（1991年）桜木浩役
  - 第40話「本城の休息」（1992年）タケシ役
- はぐれ刑事純情派4（テレビ朝日 / 東映）
  - 第10話「記憶を失った女・宝くじ殺人事件」（1991年）伊吹弘一役
- 正月ドラマ 恋しとよ君恋しとよ（NHK）（1991年）町奴役
- La cuisineシリーズ（フジテレビ）
  - 第20話「ラーメン」（1993年）関西芸人西宮役
- ドラマ30
  - 危険な再会（1993年、CBC） - 松木刑事役
- 未成年（TBS）ソープランド店長役
- 映画みたいな恋したい危険な情事シリーズ（テレビ東京）
  - 結婚前に清算すべきこと（1993年）磯崎役
- 火曜ドラマリーグ
  - 湯けむり女子大生騒動
    - 第一回（1994年、ABC） - 若い衆役
- 金曜時代劇 十時半睡事件帖（NHK）
  - 第21回　「島定番」（1995年）足軽役
- はみだし刑事情熱系2シリーズ（テレビ朝日）
  - 最終話SP「東京〜那覇〜渡嘉敷島 愛と死の復讐殺人!」（1998年）谷川茂役
- CALL MEシリーズ（テレビ東京）
  - 福田卓郎監督作品（1998年）謎のガードマン役
- ロボ一族〜ROBO TRIBE（MONDO21）(2004年) 翔役
- Catch a WAVE! 波をつかまえろ（サイエンスチャンネル）
  - 電波は情報やエネルギーを伝える波　第6回（2005年）刑事役
- le Salon2〜杉崎智介美術ミステリードラマ　第3回（2012年）白田画伯役
  - 港古志郎警視2　(2013年) 第9回「恋の仕方を知らない若者」花沢太一役
- キャリア〜掟破りの警察署長〜 (2016年) 第2話「DV夫を華麗に成敗!!」犯人役

### 映画
- 『シンデレラ・エクスプレス』（1990年）売野雅勇監督　ハルキ役
- 『GHOST SOUP』（1992年）岩井俊二監督　ジョギングする男役
- 『FRIED DRAGON FISH』（1996年）岩井俊二監督　殺し屋役
- 『赤と黒の熱情』（1992年）工藤栄一監督
- 『修羅の伝説』（1992年）和泉聖治監督
- 『最後の晩餐』（2005年）福谷修監督　新聞記者役
- 『STRAIGHT TO HEAVEN〜天国へまっしぐら』（2008年）柏原寛司監督　服部刑事役
- 『シン・ゴジラ』（2016年）[1]庵野秀明総監督　経済産業大臣秘書官役

### ビデオ作品
- 『特命警察 盲目刑事』（1991年）国本雅広監督　神崎組　ユキオ役
- 『通天の角 酒販の巻』（1995年）祭主恭嗣監督　矢代組組長　鬼頭役
- 『GANGSTER東京魔悲夜-外伝 2』（1997年）宮坂武士監督　中国人殺し屋ラー役
- 『野良犬2匹と猫一匹』（1997年）廣西眞人監督　冒頭の壮絶シーンに出演
- 『チンピラ人生 むしむしころころ』（1998年）長谷部安春監督　ヤクザ役
- 『難波金融伝・ミナミの帝王長編5時間版』（1998年）萩庭貞明監督　取り立て屋役
- 『侠道』『侠道2』（2000年）福岡芳穂監督　谷口役
- 『平成維新伝 群狼がゆく』（2000年）津田豊滋監督　ボディガード香山雄二役

### CM
- 『ですよねぇ。』（TBS）(2006年)
  - 最終回でのNTTdocomoインフォマーシャルにて"シソのうた"を歌う70'sフォークシンガー　シノダシソタロウ役

- 『CASIO ハンディターミナル DT-X400』法人向け　web CM  (2018年)

- マネーパートナーズ  FXならマネパでしょ篇　(2019年)

- 全日本トラック協会CM (2019年)

### 企業
- 『SECOM ROBOT X』（セコム）(2005年)
- 『プロジェクトN 農協牛乳50年の記録』(2022年6月)山口リーダー役

### 広告
- 『新宿物語〜エリアまるかじり〜 」OP映像(2004年)　出演

### PV出演
- 『あなたが命』宮路オサム
- 『きよしのズンドコ節』氷川きよし
- 『春待ち花』大石まどか
- 『いいんじゃない?』平松愛理

### インディーズムービー
- 『ペットおやじ』マキノトクシロー監督　ジョン役　(主題歌「青春のゆくえ」自らも作詞作曲、歌を担当)
- 『ロボ一族〜ROBO TRIBE』マキノトクシロー監督　翔役

### その他
- カラオケ映像といえば第一興商などがあげられるが特にビクターカラオケには意欲的に出演している。